# Begierde unter Ulmen
Begierde unter Ulmen (Desire Under the Elms) ist ein US-amerikanischer Spielfilm des Regisseurs Delbert Mann mit Sophia Loren aus dem 1958. Für seine Kameraführung in dem Film wurde Daniel L. Fapp 1959 für den Oscar nominiert. Mann wurde 1958 für die Palme d’or der Internationalen Filmfestspielen von Cannes nominiert.

## Handlung
In der ersten Hälfte des 19. Jahrhunderts bewirtschaftet der bejahrte verwitwete Patriarch Ephraim Cabot seine Farm in Neuengland. Ihm stehen seine beiden Söhne zur Seite. Ephraim bringt die junge italienische Einwanderin Anna zur Farm, um sie zu heiraten. Zwischen dem Sohn Eben Cabot, der sich als baldigen Erben sieht, und Anna kommt es zu Spannungen, die sich in einer Liebesnacht entladen. Ephraim verkündet, dass das Kind, das Anna seit der Nacht unter dem Herzen trägt, der Erbe werden würde. Eben Cabot verlässt daraufhin die Farm. Anna tötet das Kind, um Eben ihre Liebe zu beweisen.

## Hintergrund
Der Film ist eine Adaption des Theaterstücks Desire Under the Elms von Eugene O’Neill. Das 1924 am Broadway uraufgeführte Stück O’Neills greift Elemente der griechischen Tragödie, insbesondere des Hippolytos von Euripides und Phèdre von Jean Racine auf. Es gilt in der englischsprachigen Welt als Klassiker des 20. Jahrhunderts.
Begierde unter Ulmen war das Hollywood-Debüt von Sophia Loren, die zum Zeitpunkt der Dreharbeiten kaum Englisch sprach.

## Rezeption
Der Filmdienst beschreibt Begierde unter Ulmen als „[v]erunglückte Filmfassung des psychoanalytisch angelegten Sittendramas von Eugene O'Neill. Düster, theatralisch und stilistisch uneinheitlich.“
Im Spiegel wurde 1958 geschrieben:

„»Marty«-Regisseur Delbert Mann vermochte - die Kinoversion nicht ganz von der Bühnenfassung zu lösen - auch vor der Kamera erstarrt die Landschaft in Pappmaché -, doch gewann er der Loren, dem Balladensänger Burl Ives und dem Backfischschwarm Anthony Perkins beeindruckende Darstellungen ab.“

Cinema urteilte, es sei eine misslungene Adaption von Eugene O’Neills Stück, und schreibt hierzu::

„Delbert Manns schwerfällige Regie und das schwülstige Drehbuch von Irwin Shaw (der bessere Romane als Skripts schreibt) tun O’Neills vielschichtigem und fesselnden Stück keinen Gefallen, wenn sie alle Aufmerksamkeit auf die Loren lenken.“

Die Encyclopedia Britannica hielt Sophia Loren für eine Fehlbesetzung.

## Nominierungen
- Goldene Palme von Canned 1958: Delbert Mann
- Oscars 1959: Beste Kamera für Daniel L. Fapp
- Laurel Awards 1959: Beste Kamera für Daniel L. Fapp